# Ali Smith
Pour les articles homonymes, voir Smith.
Ali Smith, née le 24 août 1962 à Inverness, est une écrivaine écossaise.

## Biographie
Ali Smith naît une 1962 à Inverness de Ann et Donald Smith, tous deux membres de la classe ouvrière.
Elle étudie la littérature anglaise à l'Université d'Aberdeen de 1980 à 1985. Elle continue ensuite avec un doctorat sur le modernisme américain et irlandais au Newnham College de l'Université de Cambridge de 1985 à 1990. Durant ses études à Cambridge, elle commence à écrire des pièces de théâtre, et ne finira jamais son doctorat. Certaines de ces pièces sont jouées à l'Edinburgh Festival Fringe et aux Cambridge Footlights.
En 1990, elle quitte Cambridge pour Édimbourg, puis devient pendant deux ans professeure de littérature écossaise, anglaise et américaine à l'Université de Strathclyde. Elle quitte cependant ce poste en 1992 à cause de fatigue chronique. Elle travaille ensuite pour le journal The Scotsman, et publie en 1995 son premier livre, Free Love and Other Stories, qui remporte plusieurs prix littéraires écossais.
Elle écrit fréquemment pour The Guardian, New Statesman et The Times Literary Supplement, et a depuis remporté plusieurs prix internationaux pour ses livres (voir section « Prix et distinctions »).
Elle est membre de la Royal Society of Literature. Ali Smith est ouvertement lesbienne.
Smith vit à Cambridge avec sa partenaire, la réalisatrice Sarah Wood,.

## Œuvres littéraires
Ses romans sont des énigmes. Dans Comment être double, traduit en français et publié en 2017, il y a deux personnages distincts ; un peintre de la Renaissance qui cache son identité féminine et Georgia dit George une jeune anglaise du XXIe siècle qui vient de perdre sa mère. Le roman comporte deux chapitres numérotés « Un » pour chaque personnage. Le lecteur choisit son personnage et le chapitre lui correspondant.
La parution anglaise du livre, How to Be Both, comporte deux versions ; le chapitre concernant George suivi du chapitre concernant Francesco et l'inverse.

## Prix et distinctions
- 2005 : prix Costa, pour La Loi de l’accident (The accidental)[6]
- 2014 : Goldsmiths Prize, pour Comment être double
- 2015 : Baileys Women's Prize for Fiction, pour Comment être double[7],[8]
- 2021 : prix Orwell, pour Summer.

### Nominations
- 2014 : Man Booker prize, pour Comment être double (How to Be Both)[9]
- 2017 : Man Booker prize, pour Automne[10].

## Œuvres

### Romans
- (en) Like, 1997
- Hôtel Univers, L'Olivier, coll. « Littérature étrangère », 2003 ((en) Hotel World, 2001), trad. Laetitia Devaux, 247 p.  (ISBN 2-87929-335-9)
- La Loi de l’accident, L'Olivier, coll. « Littérature étrangère », 2007 ((en) The Accidental, 2005), trad. Laetitia Devaux, 307 p.  (ISBN 978-2-87929-493-3)
- Girl Meets Boy, L'Olivier, coll. « Littérature étrangère », 2010 ((en) Girl Meets Boy, 2007), trad. Laetitia Devaux, 139 p.  (ISBN 978-2-87929-711-8)
- Le fait est, L'Olivier, coll. « Littérature étrangère », 2014 ((en) There But For The, 2011), trad. Laetitia Devaux, 304 p.  (ISBN 978-2-87929-712-5)
- (en) Artful, 2012
- Comment être double, L'Olivier, coll. « Littérature étrangère », 2017 ((en) How to Be Both, 2014), trad. Laetitia Devaux, 304 p.  (ISBN 978-2-8236-0883-0)
- Automne, Grasset, coll. « En lettres d'ancre », 2019 ((en) Autumn, 2016), trad. Laetitia Devaux, 238 p.  (ISBN 978-2-246-81907-3)
- Hiver, Grasset, coll. « En lettres d'ancre », 2021 ((en) Winter, 2017), trad. Laetitia Devaux, 320 p.  (ISBN 978-2-246-81909-7)
- Printemps, Grasset, coll. « En lettres d'ancre », 2022 ((en) Spring, 2019), trad. Laetitia Devaux, 320 p.  (ISBN 978-2-246-81911-0)
- Êté, Grasset, coll. « En lettres d'ancre », 2023 ((en) Summer, 2020), trad. Laetitia Devaux, 368 p.  (ISBN 978-2-246-81913-4)
- Un bout de chemin, Grasset, coll. « En lettres d'ancre », 2025 ((en) Companion Piece, 2022), trad. Laetitia Devaux, 240 p.  (ISBN 978-2-246-83353-6)
- (en) Gliff, 2025

### Recueils de nouvelles
- (en) Free Love and Other Stories, 1995
- (en) Other Stories and Other Stories, 1999
- (en) The Whole Story and Other Stories, 2003
- (en) The First Person and Other Stories, 2008
- (en) Public Library and Other Stories, 2015